# AnTuTu
AnTuTu (chinois : 安兔兔 ; pinyin : ĀnTùTu) est un outil d'analyse comparative de logiciels couramment utilisé pour évaluer les téléphones et d'autres appareils,,.
Il appartient à la société chinoise Cheetah Mobile.

## Opérations
La société qui développe le logiciel est basée dans le district de Chaoyang, à Pékin, et a été cofondée par les entrepreneurs chinois Shào Yīng (邵英) et Liáng Bīn (梁斌).

## Contournement
Le benchmark AnTuTu est si courant que certains fabricants de matériel ont triché sur le benchmark, ce qui rend le benchmark peu fiable,. En réponse à cela, AnTuTu a créé un nouveau benchmark, appelé AnTuTu X, qui rend plus difficile pour les fabricants de tricher sur le benchmark,,.

## Versions

### Versions d'Antutu
| Version | Date       | Caractéristiques |
| ------- | ---------- | --- |
| 1       | 2011?      | Performance du CPU, graphiques 2D / 3D, lecture / écriture SD et IO de la base de données. |
| 2       | 2011?      | Prise en charge du double cœur. Nouveau benchmark 3D qui montre mieux les performances des jeux. Nouveau benchmark 2D basé sur OpenGL. |
| 3       | 26-11-2012 | Prise en charge de quatre cœurs et de nouvelles puces graphiques. Prise en charge du benchmark OpenGL ES 2.0 3D pour le test de performance des jeux 3D. Nouveau Benchmark 2D pour le test de performance des jeux 2D. Ajout d'une page de comparaison pour comparer les scores avec des appareils chauds. Prise en charge des plateformes x86 et MIPS. |
| 4       | 04-09-2013 | Benchmark à l'expérience utilisateur (UX) : MultiTask et Dalvik. Support pour octa-core. Prise en charge d'OpenGL ES 3.0. Nouvelle scène dans le Benchmark 3DRating. Classification améliorée de la mémoire et des E/S. |
| 5       | 28-08-2014 | Test de performance du CPU en mode single-threaded Nouvelles performances graphiques des moteurs : 2D(Cocos2D) - 3D(Havok). Nouveau test pour CPU 64-bit. Nouveau test HTML 5. Support pour Android Runtime (ART). Mise à jour de l'algorithme du score total. Unification des critères d'Antutu X (prévention de la fraude et de la tricherie). |
| 6       | 03-12-2015 | Nouvelles scènes de test en 3D basées sur Unity3D 5.0 : Garden et Marooned. Ajout de nouveaux éléments de test UX et augmentation de la proportion de tests UX. Ajout de nouveaux tests CPU (basés sur l'utilisation majoritaire d'un seul cœur). Nouvelle proportion de score. Multiplateforme. |
| 7       | 01-02-2018 | Nouvelles scènes d'essai en 3D : Refinery et Coastline. Prise en charge d'OpenGL ES 3.1 + AEP. Support de la tessellation et des ombres. Nouveaux tests UX qui reflètent mieux les cas d'utilisation réels (Scroll, WebView et QR code). Nouvelle proportion de score. Une seule touche pour vérifier votre appareil. Informations détaillées sur l'appareil concernant la température de la batterie, le niveau de la batterie et les changements de charge du processeur. |